# Ядерная мина

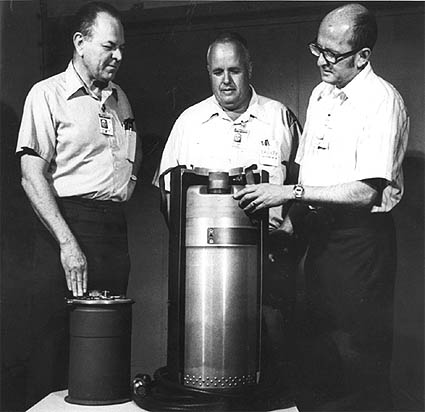
Учёные рассматривают ядерную мину MADM

Ядерная мина (ядерный фугас) — ядерный боеприпас для устройства ядерно-минных заграждений. Состоит из ядерного заряда, системы инициирования, предохранительного устройства, системы приведения в действие, источников питания.
В годы холодной войны НАТО предложило создать по границам ФРГ и на самой её территории ядерно-минный пояс. Заряды должны были устанавливаться в стратегически важных для продвижения наступающих войск точках — на крупных автотрассах, под мостами (в специальных бетонных колодцах) и т. д. Предполагалось, что при подрыве всех зарядов будет создана зона радиоактивного заражения и труднопреодолимых преград, что задержит продвижение советских войск на двое-трое суток. В настоящее время использование ядерных мин признано неэффективным.
Согласно официальным документам, США размещали ядерные мины в Италии и ФРГ (на границе с ГДР в Фульдском коридоре) во время Холодной войны. Современные ядерные мины также размещались на территории Южной Кореи.

## В культуре
Ядерные мины упоминаются в научно-фантастической  повести братьев Стругацких «Страна багровых туч»
Ядерно-минные заграждения фигурируют в научно-фантастической повести братьев Стругацких «Обитаемый остров» и во второй части кинодилогии по его мотивам — фильме Фёдора Бондарчука «Обитаемый остров. Схватка».